# Martina Müller (futbolista)
Martina Müller (nacida el 18 de abril de 1980) es una exfutbolista alemana. Jugaba como delantera para el VfL Wolfsburg y la selección alemana.

## Carrera

### Club
Müller había jugado en varios clubes más pequeños en divisiones juveniles, antes de unirse a los campeones alemanes FSV Frankfurt en 1998. Como muchas de las jugadoras estrella del club, como Birgit Prinz y Sandra Smisek, habían dejado el club ese verano, Müller inmediatamente se volvió parte de la formación titular y ayudó a que el equipo evitara el descenso. Después de dos años, se fue al SC 07 Malo Neuenahr, donde jugó cuatro temporadas. En 2005, se unió al VfL Wolfsburg, cuando el club acababa de descender a la segunda división. Con 36 goles, Müller quedó segunda en la tabla de goleadoras de la Bundesliga la temporada siguiente, ayudando al Wolfsburg a conseguir el ascenso que las devolvió a la primera división alemana.
Müller se quedó en el Wolfsburg en la temporada 2012–13, cuándo ganaron la Bundesliga, la DFB-Pokal y la Liga de Campeones de la UEFA. En la final de la  Liga de Campeones 2013 en Stamford Bridge Müller anotó el penal decisivo para derrotar al Lyon 1–0. El resultado cortó la racha de 118 partidos invicto del Lyon y evitó que el equipo francés ganara su tercer título continental consecutivo.
El 13 de abril de 2015 anunció que se retiraría al final de la temporada 2014–15.

### Internacional
Müller hizo su debut para la selección alemana contra los Estados Unidos en julio del 2000. En los años siguientes, ganó varios títulos importantes con Alemania, casi exclusivamente como suplente, a menudo entrando al final. Müller ganó su primer trofeo internacional en la Eurocopa 2001. Dos años más tarde, fue parte del equipo que ganó la Copa Mundial de Fútbol 2003. Jugó tres partidos y anotó dos goles en el torneo.
En los Juegos Olímpicos 2004, Müller recibió la medalla de bronce. Fue nuevamente campeona mundial en la Copa Mundial de Fútbol 2007, donde jugó cuatro partidos, todos como suplente. Convirtió el tercer gol de Alemania en la semifinal contra Noruega. Müller ganó la Eurocopa por segunda vez con Alemania en 2009, y fue convocada para el plantel del Mundial 2011.

#### Goles internacionales
| Müller – goles para Alemania | Müller – goles para Alemania | Müller – goles para Alemania     | Müller – goles para Alemania | Müller – goles para Alemania | Müller – goles para Alemania | Müller – goles para Alemania        |
| #                            | Fecha                        | Ubicación                        | Adversario                   | Resultado parcial            | Resultado final              | Competición                         |
| ---------------------------- | ---------------------------- | -------------------------------- | ---------------------------- | ---------------------------- | ---------------------------- | ----------------------------------- |
| 1.                           | 10 de mayo de 2001           | Troisdorf, Alemania              | Italia                       | 1–0                          | 1–0                          | Amistoso                            |
| 2.                           | 17 de junio de 2001          | Oberhausen, Alemania             | Canadá                       | 7–1                          | 7–1                          | Amistoso                            |
| 3.                           | 9 de septiembre de 2001      | Chicago, Estados Unidos          | Estados Unidos               | 1–1                          | 1–4                          |                                     |
| 4.                           | 27 de septiembre de 2001     | Kassel, Alemania                 | Inglaterra                   | 1–0                          | 3–1                          | Clasificación al Mundial 2003       |
| 5.                           | 25 de octubre de 2001        | Wolfsburg, Alemania              | Portugal                     | 3–0                          | 9–0                          | Clasificación al Mundial 2003       |
| 6.                           | 25 de octubre de 2001        | Wolfsburg, Alemania              | Portugal                     | 5–0                          | 9–0                          | Clasificación al Mundial 2003       |
| 7.                           | 25 de octubre de 2001        | Wolfsburg, Alemania              | Portugal                     | 9–0                          | 9–0                          | Clasificación al Mundial 2003       |
| 8.                           | 1.º de marzo de 2002         | Portimão, Portugal               | Dinamarca                    | 3–0                          | 3–0                          | Copa Algarve 2002                   |
| 9.                           | 14 de septiembre de 2002     | Grimstad, Noruega                | Noruega                      | 1–0                          | 3–1                          | Amistoso                            |
| 10.                          | 26 de enero de 2003          | Wuhan, China                     | Noruega                      | 1–1                          | 2–2                          | Cuatro Naciones 2003                |
| 11.                          | 4 de marzo de 2003           | Gütersloh, Alemania              | China                        | 1–0                          | 2–2                          | Amistoso                            |
| 12.                          | 4 de marzo de 2003           | Gütersloh, Alemania              | China                        | 2–2                          | 2–2                          | Amistoso                            |
| 13.                          | 6 de marzo de 2003           | Arnsberg, Alemania               | China                        | 1–0                          | 3–1                          | Amistoso                            |
| 14.                          | 6 de agosto de 2003          | Trier, Alemania                  | Nigeria                      | 2–0                          | 3–0                          | Amistoso                            |
| 15.                          | 6 de agosto de 2003          | Trier, Alemania                  | Nigeria                      | 3–0                          | 3–0                          | Amistoso                            |
| 16.                          | 9 de agosto de 2003          | Kiev, Ucrania                    | Ucrania                      | 3–1                          | 3–1                          | Clasificación para la Eurocopa 2005 |
| 17.                          | 28 de agosto de 2003         | Passau, Alemania                 | República Checa              | 4–0                          | 4–0                          | Clasificación para la Eurocopa 2005 |
| 18.                          | 27 de septiembre de 2003     | Washington D. C., Estados Unidos | Argentina                    | 6–1                          | 6–1                          | Copa Mundial de la FIFA 2003        |
| 19.                          | 3 de octubre de 2003         | Portland, Estados Unidos         | Rusia                        | 1–0                          | 7–1                          | Copa Mundial de la FIFA 2003        |
| 20.                          | 2 de mayo de 2004            | Livingston, Escocia              | Escocia                      | 3–1                          | 3–1                          | Clasificación para la Eurocopa 2005 |
| 21.                          | 11 de agosto de 2004         | Patras, Grecia                   | China                        | 8–0                          | 8–0                          | Juegos Olímpicos 2004               |
| 22.                          | 3 de agosto de 2006          | Krefeld, Alemania                | Italia                       | 5–0                          | 5–0                          | Amistoso                            |
| 23.                          | 30 de agosto de 2006         | Schaffhausen, Suiza              | Suiza                        | 5–0                          | 6–0                          | Clasificación para el Mundial 2007  |
| 24.                          | 25 de octubre de 2006        | Aalen, Alemania                  | Inglaterra                   | 4–1                          | 5–1                          | Amistoso                            |
| 25.                          | 10 de mayo de 2007           | Haverfordwest, Gales             | Gales                        | 5–0                          | 6–0                          | Clasificación para el Mundial 2007  |
| 26.                          | 2 de agosto de 2007          | Gera, Alemania                   | República Checa              | 4–0                          | 5–0                          | Amistoso                            |
| 27.                          | 26 de septiembre de 2007     | Tianjin, China                   | Noruega                      | 3–0                          | 3–0                          | Copa Mundial de la FIFA 2007        |
| 28.                          | 6 de agosto de 2009          | Bochum, Alemania                 | Rusia                        | 3–1                          | 3–1                          | Amistoso                            |
| 29.                          | 26 de febrero de 2010        | Parchal, Portugal                | Finlandia                    | 7–0                          | 7–0                          | Copa Algarve 2010                   |
| 30.                          | 28 de octubre de 2010        | Wolfsburg, Alemania              | Australia                    | 2–1                          | 2–1                          | Amistoso                            |
| 31.                          | 17 de septiembre de 2011     | Augsburgo, Alemania              | Suiza                        | 4–1                          | 4–1                          | Clasificación para la Eurocopa 2013 |
| 32.                          | 19 de noviembre de 2011      | Wiesbaden, Alemania              | Kazajistán                   | 15–0                         | 17–0                         | Clasificación para la Eurocopa 2013 |
| 33.                          | 19 de noviembre de 2011      | Wiesbaden, Alemania              | Kazajistán                   | 16–0                         | 17–0                         | Clasificación para la Eurocopa 2013 |
| 34.                          | 15 de septiembre de 2012     | Karaganda, Kazajistán            | Kazajistán                   | 6–0                          | 7–0                          | Clasificación para la Eurocopa 2013 |
| 35.                          | 19 de septiembre de 2012     | Duisburg, Alemania               | Turquía                      | 6–0                          | 10–0                         | Clasificación para la Eurocopa 2013 |
| 36.                          | 19 de septiembre de 2012     | Duisburg, Alemania               | Turquía                      | 9–0                          | 10–0                         | Clasificación para la Eurocopa 2013 |
| 37.                          | 19 de septiembre de 2012     | Duisburg, Alemania               | Turquía                      | 10–0                         | 10–0                         | Clasificación para la Eurocopa 2013 |

Fuente:

## Palmarés

### Local
- Bundesliga: 2012-13, 2013-14
- DFB-Pokal: 2012-13, 2014-15

### Internacional
- Copa Mundial FIFA: 2003, 2007
- Eurocopa: 2001, 2009
- Medalla de bronce en los Juegos Olímpicos: 2004
- Liga de Campeones de la UEFA: 2012–13, 2013–14

### Reconocimientos individuales
- Silbernes Lorbeerblatt: 2003, 2007
- Futbolista alemana del año: 2013[5]